# سامحني خطيت
سامحني خطيت مسلسل تلفزيوني كويتي من إنتاج صباح بيكتشرز عرض عام 2018، ومن بطولة كل من جاسم النبهان، مشاري البلام، محمد العجيمي وغيرهم.

## قصة المسلسل
تدور أحداث المسلسل حول فتاة ضريرة، يقع حادث لوالدها، الذي كان قد كتب وصية، أوصى أن تفتح بعد وفاته بعشرة أيام، ومنذ أن علم الأبناء ذلك والأقارب، والكل يبحث عن مضمون هذه الوصية وسبب فتحها بعد مرور عشرة أيام، فما الذي يوجد بالوصية، وما علاقته بالفتاة الضريرة.

## بطولة
- جاسم النبهان.
- سلمى سالم.
- شجون الهاجري.
- عبد الله بوشهري.
- محمد العجيمي.
- مشاري البلام.
- محمد المسلم.
- مي البلوشي.
- عبد الله الزيد.
- عبد المحسن القفاص.
- فيصل العميري.